# فهرست وابسته‌های دیپلماتیک فیجی

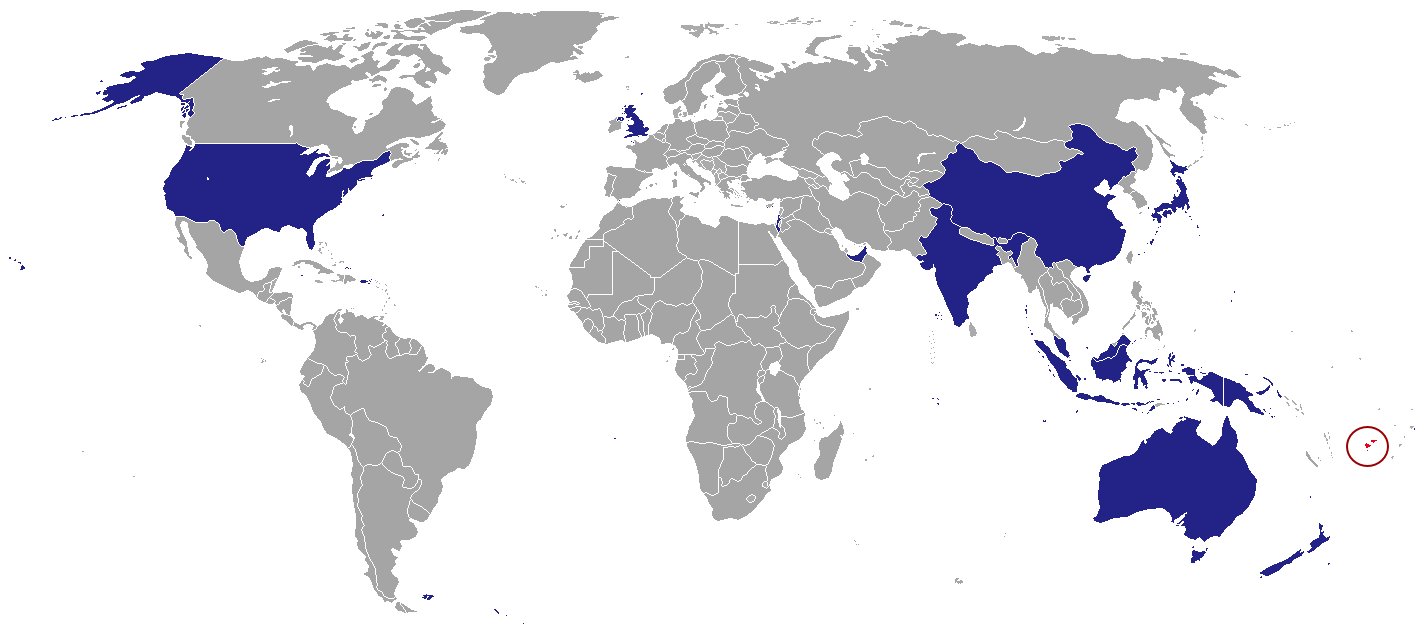
فهرست وابسته‌های دیپلماتیک فیجی

این مقاله شامل فهرست نمایندگی‌های دیپلماتیک فیجی است.

## آمریکا
- ایالات متحده آمریکا
  - واشینگتن، دی.سی. (سفارت)
  - لس آنجلس (دفتر بازرگانی)

## آسیا
- چین
  - پکن (سفارت)
  - شانگهای (سرکنسولگری)
- هند
  - دهلی نو (کمیسیون عالی)
- اندونزی
  - جاکارتا (سفارت)
- ژاپن
  - توکیو (سفارت)
- مالزی
  - کوالا لامپور (کمیسیون عالی)
- کره جنوبی
  - سئول (سفارت)
- امارات متحده عربی
  - ابوظبی (سفارت)

## اروپا
- بلژیک
  - بروکسل (سفارت)
- بریتانیا
  - لندن (کمیسیون عالی)

## اقیانوسیه
- استرالیا
  - کانبرا (کمیسیون عالی)
  - سیدنی (سرکنسولگری)
- نیوزیلند
  - ولینگتون (کمیسیون عالی)
- پاپوآ گینه نو
  - پورت مورزبی (کمیسیون عالی)

## سازمان‌های چندجانبه
- سازمان ملل متحد
  - نیویورک (مأموریت دائم)
- سازمان ملل متحد
  - ژنو (مأموریت دائم)

## نگارخانه

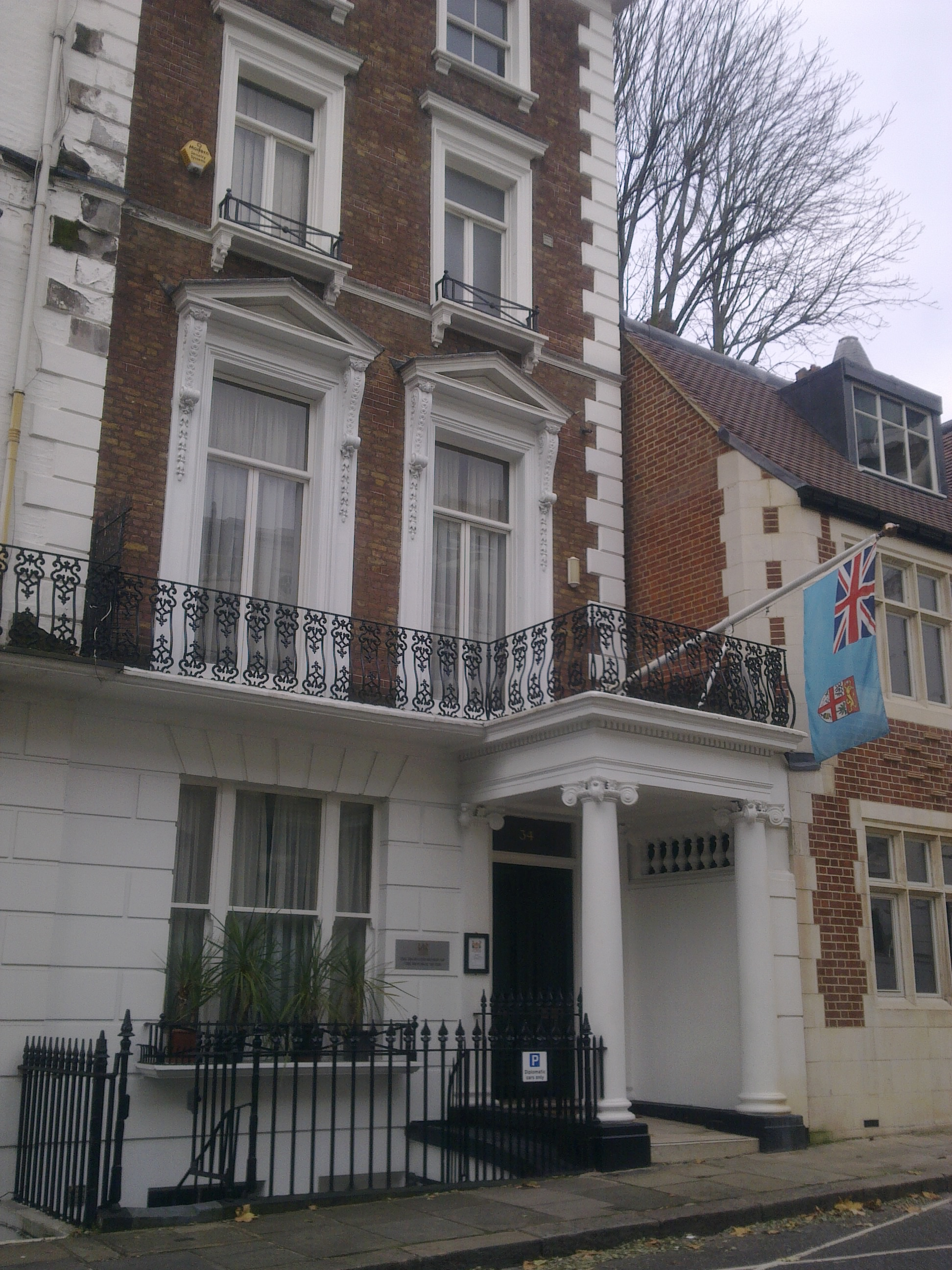
کمیسیون عالی در لندن
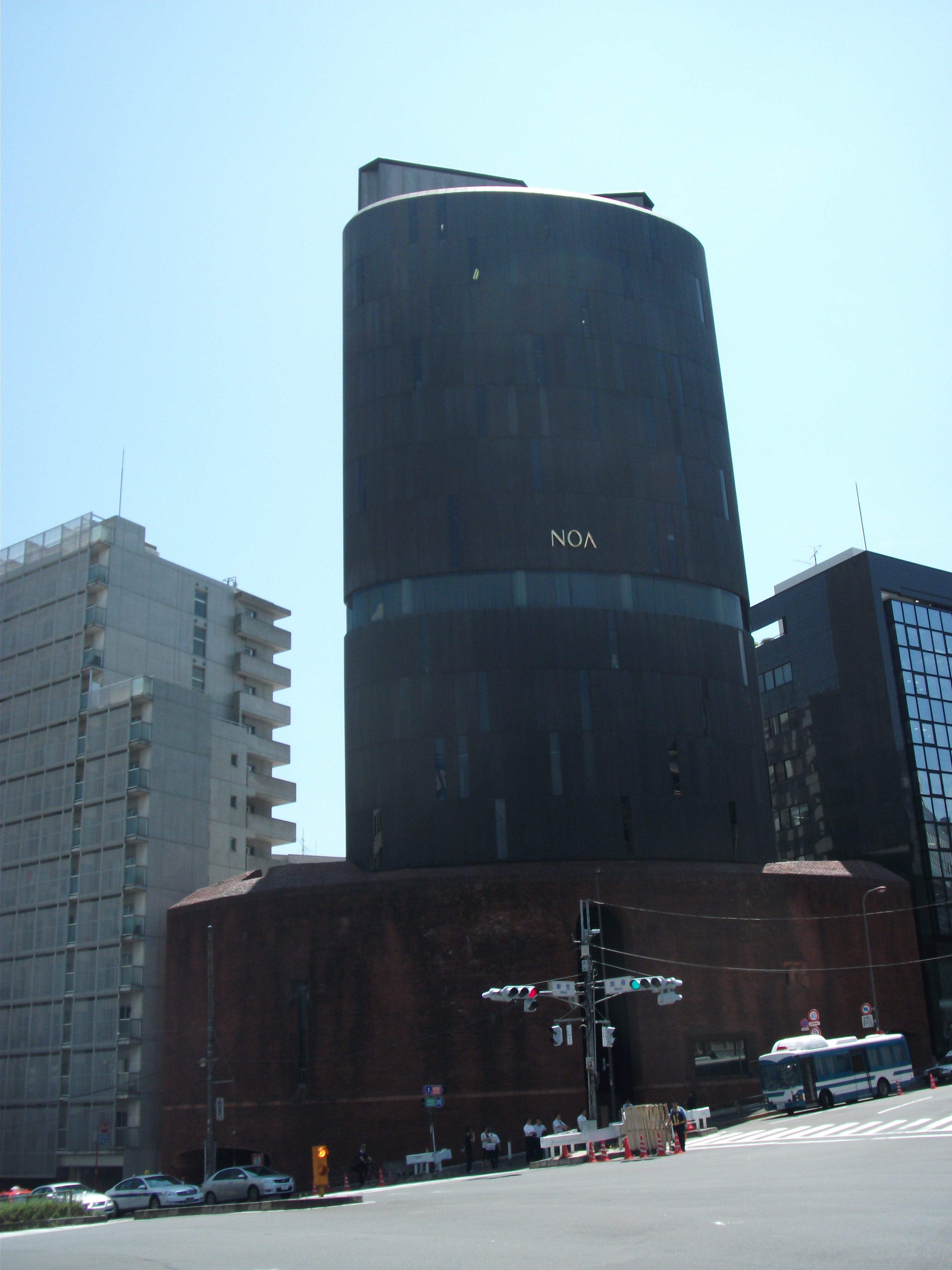
سفارت در توکیو
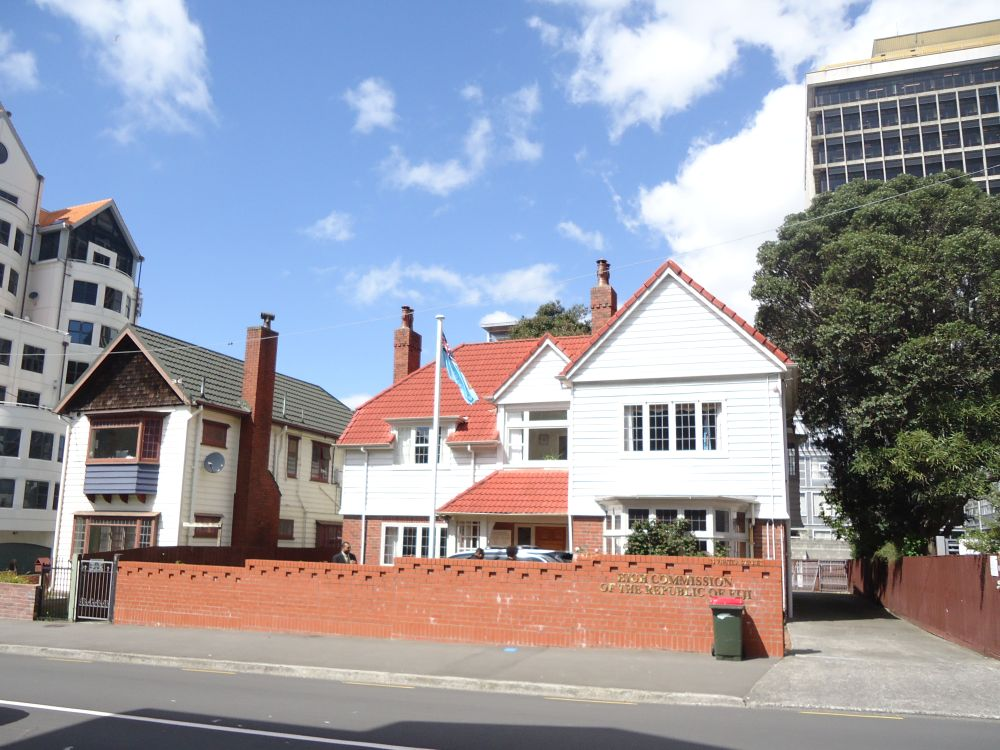
کمیسیون عالی در ولینگتون